# Эсперанто
Эспера́нто (эсп. Esperanto) — наиболее распространённый сегодня искусственный плановый язык, созданный варшавским лингвистом и окулистом Лазарем (Людвиком) Марковичем Заменгофом в 1887 году, после десяти лет работы. 
К 1878 году проект Заменгофа «Lingwe uniwersala» был почти полностью завершён. 17 декабря он с друзьями из гимназии отпраздновал создание языка, однако в то время он был слишком молод, чтобы опубликовать свою работу. Первая опубликованная книга по эсперанто называлась «Lingvo internacia. Antaŭparolo kaj plena lernolibro» («Международный язык. Предисловие и полный учебник»). Псевдоним Заменгофа — Эсперанто (Esperanto, дословно — «Надеющийся») — очень скоро стал названием самого языка.
Эсперанто призван служить универсальным международным языком, вторым (после родного) для каждого образованного человека. Использование нейтрального (внеэтничного) и простого в изучении языка могло бы вывести межъязыковые контакты на качественно новый уровень. Кроме того, эсперанто обладает большой педагогической (пропедевтической) ценностью, то есть существенно облегчает последующее изучение других языков.
Отличительными чертами языка эсперанто, как и многих других плановых языков, являются:
- лёгкость изучения, особенно на начальном этапе, вследствие простой грамматики и отсутствия исключений;
- нейтральность (внеэтничность), то есть эсперанто не связан с каким-либо государством, культурой или нацией.

Эсперантия («Страна Эсперанто», 120 стран мира) — термин, использующийся говорящими на языке эсперанто, чтобы обращаться к сообществу эсперантистов и их культуре, к тем местам и учреждениям, где язык используется, как если бы это была одна страна. Людей, использующих эсперанто, называют эсперантистами или эсперантоговорящими (реже — эсперантофонами). Сейчас в мире насчитывается, по разным оценкам, от ста тысяч до двух миллионов человек, говорящих на эсперанто, причём примерно для двух тысяч человек эсперанто является родным.

## История
Ещё ребёнком Заменгоф мечтал о создании международного вспомогательного языка для общения представителей различных наций. Поначалу он хотел вернуть к жизни латынь или древнегреческий язык в упрощённых вариантах, однако со временем решил, что его цели больше соответствует создание нового языка. Будучи подростком, Заменгоф работал над таким проектом, пока не счёл его готовым к оглашению. 17 декабря 1878 года (то есть примерно за год до публикации проекта волапюка) он представил проект друзьям, которым язык понравился.
В течение следующих лет Заменгоф совершенствовал свой язык и в 1887 году опубликовал русскоязычную брошюру «Международный языкъ. Предисловіе и полный учебникъ», подписав её псевдонимом Д-ръ Эсперанто (что на новом языке означало «Доктор Надеющийся»). Заменгоф разослал экземпляры брошюры научным обществам, редакциям периодических изданий, а также известным ему адресам учёных, писателей, учителей, адвокатов и других представителей интеллигенции. Таким образом были заложены основы будущего эсперанто-движения — некоторые из получивших книгу заинтересовались проектом и откликнулись на предложение Заменгофа многочисленными письмами.

Сначала эсперанто-движение существовало в основном в Российской империи и Восточной Европе, но вскоре распространилось на Западную Европу и за её пределы: в Аргентину в 1889 году; в Канаду в 1901 году; в Алжир, Чили, Японию, Мексику и Перу в 1903 году; в Тунис в 1904 году; в Австралию, США, Гвинею, Индокитай, Новую Зеландию, Тонкин и Уругвай в 1905 году. 

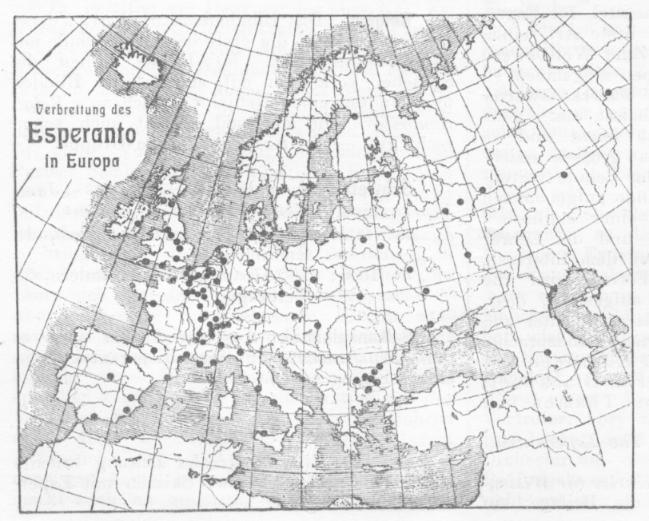
Карта распространения эсперантистских групп в Европе (1905 г.)

В первые годы существования язык использовался в основном для публикаций Заменгофа и энтузиастов вроде Антона Грабовского и Василия Девятнина в обширной переписке (в настоящее время почти утраченной), а также в журнале «La Esperantisto», издававшемся с 1889 по 1895 год, и лишь изредка в личных встречах.
В 1904 году состоялась малая международная конференция, которая привела к Первому всемирному конгрессу в августе 1905 года в Булонь-сюр-Мере (Франция). На конгресс приехали 688 участников из 20 стран. На этом съезде Заменгоф официально подал в отставку из руководства эсперанто-движения, так как не хотел, чтобы личные предубеждения о нём (антисемитизм) препятствовали развитию языка. Он предложил декларацию основополагающих принципов эсперанто-движения, принятую участниками конгресса.
На положение эсперанто в обществе большое влияние оказали политические потрясения XX века, в первую очередь создание, развитие и последующий крах коммунистических режимов в СССР и странах Восточной Европы, установление нацистского режима в Германии, события Второй мировой войны.
В 1919 году Кита Икки выступил с предложением о том, чтобы Японская империя приняла эсперанто в качестве официального языка. Он предвидел, что спустя сто лет после принятия эсперанто этот язык станет единственным средством общения как в самой Японии, так и на обширных территориях, которые, согласно теории естественного отбора, будут завоеваны империей. По мнению Киты, японский язык мог бы стать санскритским или латинским эквивалентом империи. Кита считал, что система письма японского языка слишком сложна для того, чтобы её можно было навязать другим народам. Он также утверждал, что латинизация не подойдёт, а английский язык, который преподавался в японской системе образования в те времена, не был освоен японцами.

Реклама самоучителя «Эсперанто на дому», (1924 г.)

В начале 1920-х годов были предложения принять эсперанто в качестве рабочего языка Лиги Наций. Десять делегатов поддержали это предложение, но французский делегат Габриэль Аното проголосовал против. Ему не нравилось, что французский язык теряет свои позиции в качестве международного и он видел в эсперанто угрозу. Однако, спустя два года Лига Наций рекомендовала государствам-членам включить эсперанто в свои учебные планы. 1920-е годы многими историками оцениваются как период расцвета эсперанто-движения.
В СССР эсперанто активно распространялся в 1920-е годы, по предложению Льва Троцкого, он широко изучался как «язык мировой революции». Эсперанто активно использовался в сети «рабкоров» (рабочих корреспондентов), на этом языке велось радиовещание (в том числе — внутреннее). В это время даже надписи на почтовых конвертах дублировались на двух языках, русском и эсперанто (по некоторым свидетельствам такие открытки выходили и позже — например, в 1946 году). Но с середины 1930-х годов активисты движения эсперанто подверглись репрессиям в СССР как «троцкисты», «шпионы» и «террористы». Многие советские эсперантисты, например, Николай Хохлов и Николай Кабанов, отошли от активной деятельности.

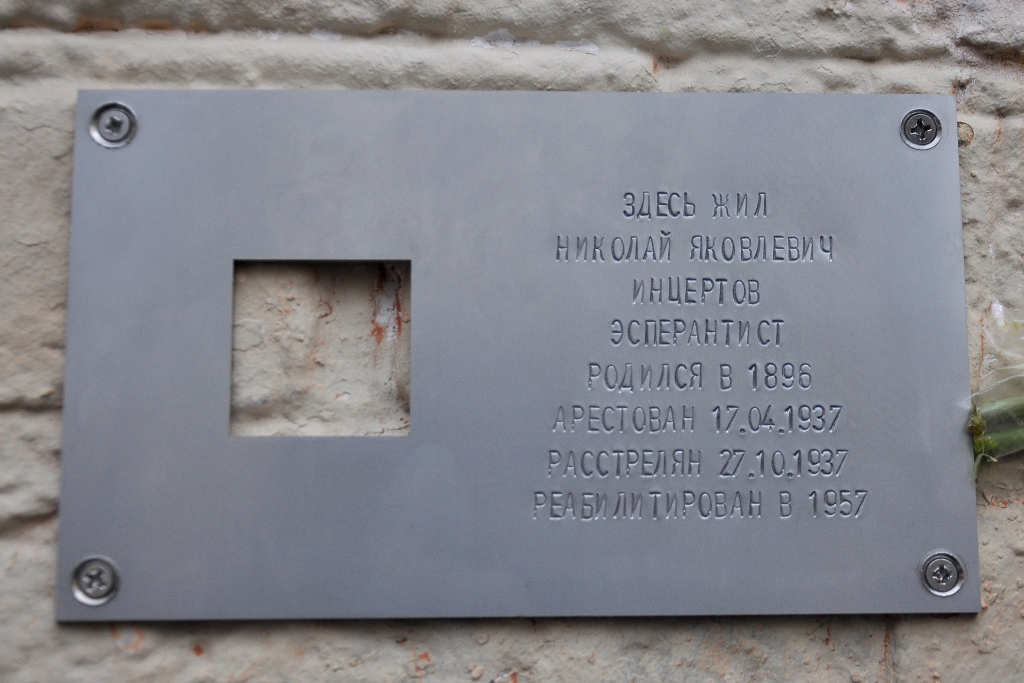
Последний адрес на доме репрессированного эсперантиста

В нацистской Германии с середины 1930-х годов национальные эсперанто-организации были распущены, а многие участники эсперанто-движения физически уничтожены. Адольф Гитлер писал в «Майн кампф», что эсперанто был создан как универсальный язык для объединения еврейских диаспор. Создание свободной от евреев Национальной Германской эсперанто-лиги было недостаточно для умиротворения нацистов. Обучение эсперанто было запрещено в немецких лагерях для военнопленных во время Второй мировой войны.
Как результат, движение эсперантистов в СССР и Германии фактически прекратило существование.

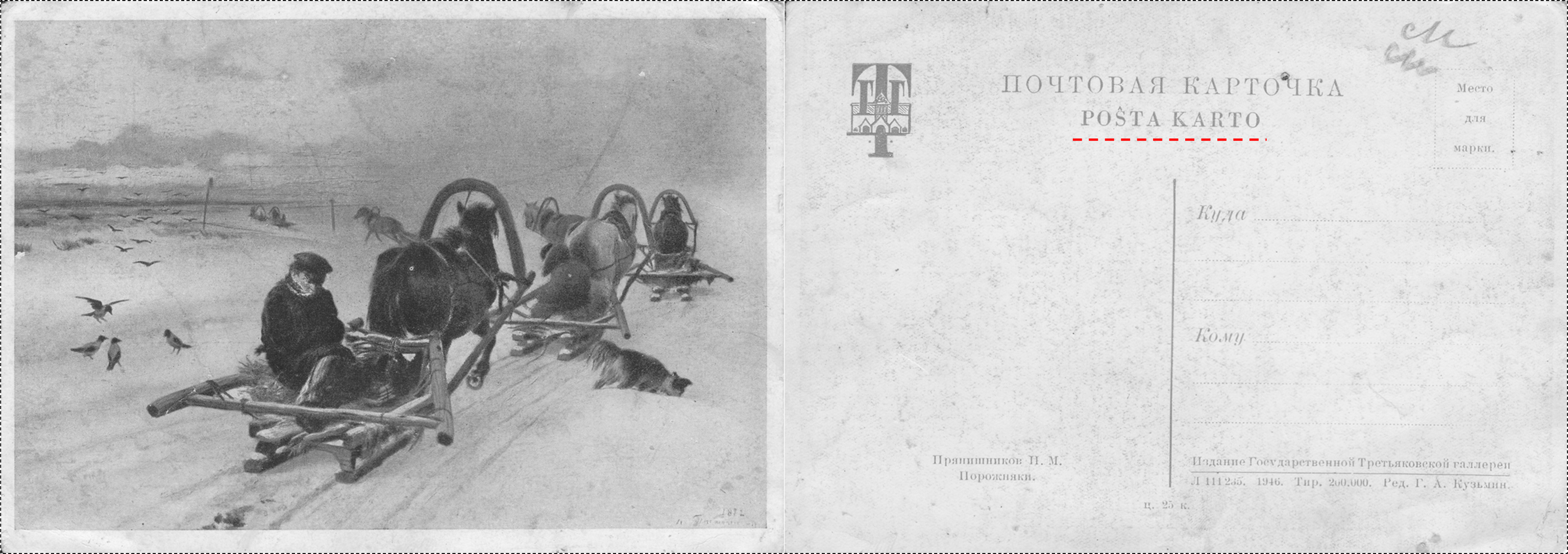
Открытка с текстом на русском и эсперанто, изданная в 1946 году

В 1950-е годы, когда движение эсперантистов начинает возрождаться, наиболее влиятельной мировой державой становятся США, вследствие чего место международного языка фактически занимает английский, и резко сокращаются предпосылки для распространения эсперанто.

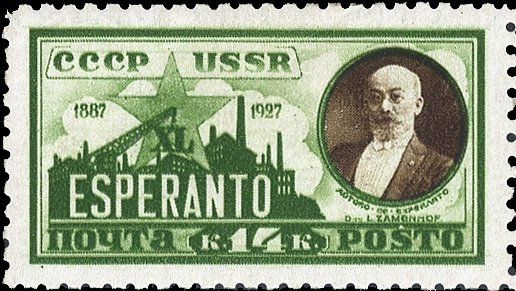
Почтовая марка СССР 1927 год, посвящена 40-летию создания международного вспомогательного языка — эсперанто, на марках — портрет «отца» эсперанто Л. Л. Заменгофа (1859—1917). С водяным знаком.

Падение коммунистических режимов в СССР и странах Восточной Европы в конце 1980-х годов и связанные с этим социально-экономические потрясения лишили эсперанто-организации экономической базы, а многих их членов вынудили оставить движение, занявшись поиском средств к существованию. В связи с этим рост числа сторонников эсперанто происходит медленнее (например, число индивидуальных членов Всемирной ассоциации эсперанто даже сократилось с 8071 человека в 1991 году до 5657 в 2002 году, падение числа ассоциированных членов в 1991 году — с 25 до 19 тысяч, являясь особенно резким в Болгарии и Венгрии).
С другой стороны, развитие Интернета многократно облегчило общение между эсперантистами, упростило доступ к литературе, музыке и фильмам на этом языке, способствовало развитию дистанционного обучения.

## Алфавит и чтение
Алфавит эсперанто построен на основе латинского. В алфавите 28 букв: A, B, C, Ĉ, D, E, F, G, Ĝ, H, Ĥ, I, J, Ĵ, K, L, M, N, O, P, R, S, Ŝ, T, U, Ŭ, V, Z, которые соответствуют 28 звукам — пяти гласным, двум полугласным и 21 согласному.
В алфавите буквы называются так: согласные — согласный+о, гласные — просто гласный:
- A — а
- B — bo
- C — со

и т. д.
Каждой букве соответствует один звук (фонематическое письмо). Чтение буквы не зависит от положения в слове (в частности, звонкие согласные на конце слова не оглушаются, безударные гласные не редуцируются).
Ударение в словах всегда падает на предпоследний слог.
Произношение многих букв можно предположить без специальной подготовки (M, N, K и др.), произношение других надо запомнить:
- C (co) произносится, как русское ц, но может слегка смягчаться перед e и i: centro, sceno [сцэно], caro [ца́ро] «царь».
- Ĉ (ĉo) произносится, как русское ч, но не смягчаясь перед а, о и у: ĉefo «шеф», «глава»; ĉokolado «шоколад».
- G (go) всегда читается как г: grupo, geografio [гэографи́о].
- Ĝ (ĝo) — аффриката, всегда произносится, как слитное джь. Точного соответствия в русском языке не имеет, однако его можно услышать в словосочетании «ночь была»: за счёт звонкой б, идущей после, ч озвончается и произносится как джь. Ĝardeno [джардэ́но] — сад, etaĝo [эта́джо] «этаж».
- H (ho) произносится как глухой призвук (англ. h): horizonto, иногда как украинское или белорусское «г».
- Ĥ (ĥo) произносится, как русское х: ĥameleono, ĥirurgo, ĥolero.
- J (jo) — как русское й: jaguaro, jam «уже́».
- Ĵ (ĵo) — русское ж, но может слегка смягчаться перед e и i: ĵargono, ĵaluzo «ревность», ĵurnalisto.
- L (lo) — нейтральное л (эта фонема произносится как среднее между л и ль).
- Ŝ (ŝo) — русское ш, но может слегка смягчаться перед e и i: ŝi — она, ŝablono.
- Ŭ (ŭo) — неслоговое у, соответствующая английскому w, белорусскому ў и современному польскому ł; в русском языке слышится в словах «пауза», «гаубица»: paŭzo [па́ўзо], Eŭropo [эўро́по] «Европа». Эта буква является полугласной, слога не образует и встречается почти исключительно в сочетаниях «eŭ» и «aŭ».

### Набор диакритики
Специфические эсперантские буквы с «крышечками» (диакритикой) среди стандартных многоязычных раскладок, доступных для распространённых операционных систем, могут быть получены при помощи нажатия на соответствующую букву после мёртвой клавиши в канадской многоязычной раскладке, также существует множество специальных программ для быстрого набора этих букв (Ek!; макросы для Microsoft Word; пользовательские раскладки клавиатуры и др.). Существуют эсперантские раскладки под GNU/Linux: в частности, в стандартных вариантах Ubuntu.
Большинство сайтов Интернета (включая и эсперанто-раздел Википедии) автоматически преобразует символы с набранными в постпозиции иксами (икс не входит в алфавит эсперанто и может рассматриваться как служебный символ) в символы с диакритикой (например, из сочетания jx получается ĵ). Аналогичные системы набора символов с диакритикой (две последовательно нажатые клавиши набирают один знак) существуют в раскладках клавиатуры и для других языков — например, в «канадской многоязычной» раскладке для набора французской диакритики.
Также можно использовать клавишу Alt и цифры (на цифровой клавиатуре). Сначала пишут соответствующую букву (например C для Ĉ), затем нажимают на клавишу Alt и набирают 770, и над буквой появляется циркумфлекс. Если же набрать 774, то появится знак для ŭ.
В качестве замены диакритики может употребляться также буква h в постпозиции (данный способ является «официальной» заменой диакритики в тех случаях, когда её использование невозможно, поскольку он представлен в «Основах эсперанто»: «Типографии, не имеющие букв ĉ, ĝ, ĥ, ĵ, ŝ, ŭ, могут на первых порах употреблять ch, gh, hh, jh, sh, u»), однако этот способ делает орфографию нефонематической и затрудняет автоматическую сортировку и перекодирование. С распространением Юникода этот способ (как и другие, вроде диакритики в постпозиции — g’o, g^o и подобных) встречается в эсперанто-текстах всё реже.

### Замены в алфавите Эсперанто
Существует несколько альтернативных орфографий, широко используемых. Одна из них заменяет буквы с циркумфлексом диграфами h. Также существуют графические методы, такие как приближение циркумфлексов каретками.

### Система H
Если из каких-либо типографий нельзя печатать работы с надлитерными знаками (^) и (˘), то можно заменить знак (^) на букву "h", а знак (˘) вообще не использовать. Но в начале такой работы должно быть напечатано: "ch=ĉ; gh=ĝ; hh=ĥ; jh=ĵ; sh=ŝ". Если нужно напечатать что-либо с внутренними знаками (,), то их следует делать осторожно, чтобы читатель не принял их за запятые (,). Вместо знака (,) также можно использовать (') или (-). Например: sign,et,o = sign'et'o = sig-net-o.}}
Изначальный метод обхода диакритических знаков был разработан самим создателем Эсперанто, Л. Л. Заменгофом. Он рекомендовал использовать u вместо ŭ, а диграфы с h для других букв с циркумфлексом. Например, ŝ заменяется на sh, как в shanco для ŝanco. Если правильная орфография имеет sh, буквы следует разделять апострофом или дефисом, как в ses-hora (шесть часов) или flug'haveno (аэропорт).
Упрощённые правила на основе ASCII для сортировки слов плохо работают при сортировке h-диграфов, потому что в лексикографическом отношении слова с ĉ должны следовать за всеми словами с c и предшествовать словам с d. Слово ĉu должно быть расположено после ci, но в системе h-замены chu будет идти перед ci.

### Система X
Более новая система ввода на Эсперанто — так называемая «система .», которая использует x вместо h для диграфов, включая ux для ŭ. Например, ŝ заменяется на sx, как в sxi для ŝi и sxanco для ŝanco.
Диграфы x решают проблемы системы h:
1. Буква x не является буквой в алфавите Эсперанто, поэтому её использование не вводит неоднозначности.
2. Диграфы теперь почти всегда правильно сортируются после их однобуквенных аналогов; например, sxanco (за ŝanco) идет после super, тогда как h-система shanco идет перед ним. Сортировка нарушается только в редких случаях, когда есть z в составных или неассимилированных словах; например, составное слово reuzi («переиспользовать») будет располагаться после reuxmatismo (за reŭmatismo «ревматизм»).

Система x стала такой же популярной, как и система h, но долго воспринималась как противоречащая Фундаменту Эсперанто. Тем не менее, в своём решении 2007 года Академия Эсперанто предоставила общее разрешение на использование заменительных систем для представления диакритических букв Эсперанто, при условии, что это делается только «когда обстоятельства не позволяют использовать правильные диакритики, и когда из-за особой необходимости система h, закрепленная в Фундаменте, неудобна.» Это правило охватывает ситуации, такие как использование x-системы как технического решения (для хранения данных в обычном ASCII), но при этом все равно отображение правильных букв Unicode для конечного пользователя.
Сложность двуязычных текстов является проблемой замены диграфов, которую система x полностью не решает. Ux для ŭ особенно проблематичен, когда он используется наряду с французским текстом, потому что многие французские слова оканчиваются на aux или eux. Aux, например, является словом в обоих языках (aŭ на Эсперанто). Любое автоматическое преобразование текста изменит как французские, так и эсперантские слова. Несколько английских слов, таких как «auxiliary» и «Euxine», также могут пострадать от таких действий замены. Одно из общих решений — как то, которое используется в программном обеспечении MediaWiki Википедии с момента вмешательства Брайона Виббера в январе 2002 года — это использование xx для избегания преобразования ux в ŭ, например «auxx» даёт «aux». Несколько людей также предложили использовать «vx» вместо «ux» для ŭ, чтобы решить эту проблему, но такая разновидность системы редко используется.

### Система Y
Ĉ = Cy
Ĝ = Gy
Ĥ = X
Ĵ = Jy
Ŝ = Sy
Ŭ = W
Например: eĥoŝanĝoj ĉiuĵaŭde («изменения эха каждый четверг») становится «exosyangyoj cyiujyawde».
Общепринятая сегодня орфография:
Ĉiuj homoj estas denaske liberaj kaj egalaj laŭ digno kaj rajtoj. Ili posedas racion kaj konsciencon, kaj devus konduti unu al alia en spirito de frateco.
Ĉiuj rajtoj kaj liberecoj difinitaj en tiu ĉi Deklaracio validas same por ĉiuj homoj, sen kia ajn diferencigo, ĉu laŭ raso, haŭtkoloro, sekso, lingvo, religio, politika aŭ alia opinio, nacia aŭ socia deveno, posedaĵoj, naskiĝo aŭ alia stato. Plie, nenia diferencigo estu farata surbaze de la politika, jurisdikcia aŭ internacia pozicio de la lando aŭ teritorio, al kiu apartenas la koncerna persono, senkonsidere ĉu ĝi estas sendependa, sub kuratoreco, ne-sinreganta aŭ sub kia ajn alia limigo de la suvereneco.
Система Y:
Cyiuj homoj estas denaske liberaj kaj egalaj law digno kaj rajtoj. Ili posedas racion kaj konsciencon, kaj devus konduti unu al alia en spirito de frateco.
Cyiuj rajtoj kaj liberecoj difinitaj en tiu cyi Deklaracio validas same por cyiuj homoj, sen kia ajn diferencigo, cyu law raso, hawtkoloro, sekso, lingvo, religio, politika aw alia opinio, nacia aw socia deveno, posedajyoj, naskigyo aw alia stato. Plie, nenia diferencigo estu farata surbaze de la politika, jurisdikcia aw internacia pozicio de la lando aw teritorio, al kiu apartenas la koncerna persono, senkonsidere cyu gyi estas sendependa, sub kuratoreco, ne-sinreganta aw sub kia ajn alia limigo de la suvereneco.

## Носители
Трудно сказать, сколько людей говорит на эсперанто сегодня. Известный сайт Ethnologue.com, по данным 1999 года, оценивает число говорящих на эсперанто в 2 млн человек, причём по данным сайта, для 200—2000 человек язык является родным (обычно это дети от интернациональных браков, где эсперанто служит языком внутрисемейного общения). Это число было получено американским эсперантистом Сидни Кулбертом, который, тем не менее, не раскрыл метода его получения. Маркус Сикошек нашёл его резко преувеличенным. По его мнению, если бы в мире было около миллиона эсперантистов, то в его городе, Кёльне, должно было бы быть по меньшей мере 180 эсперантистов. Однако Сикошек нашёл только 30 человек, говорящих на эсперанто в этом городе, и столь же небольшое число эсперантистов в других крупных городах. Он также отметил, что членами разнообразных организаций эсперантистов по всему миру является лишь 20 тысяч человек.
По мнению финского лингвиста Й. Линдстедта, эксперта по эсперантистам «с рождения», для примерно 1000 человек по всему миру эсперанто является родным языком, ещё около 10 тысяч человек могут бегло на нём разговаривать, и около 100 тысяч могут активно его использовать.
На одном из популярнейших сайтов по изучению эсперанто — lernu.net — по состоянию на 17 мая 2018 года зарегистрировано 272 622 участника.

### Распределение по странам
Большинство эсперантистов живёт в Европейском союзе, там же происходит больше всего эсперанто-мероприятий. За пределами Европы активное эсперанто-движение есть в Бразилии, Вьетнаме, Иране, КНР, США, Японии и некоторых других странах. Практически нет эсперантистов в арабских странах и, например, в Таиланде. С 1990-х годов постоянно возрастает количество эсперантистов в Африке, особенно в таких странах как Бурунди, Демократическая Республика Конго, Зимбабве и Того. Сотни эсперантистов появились в Непале, Филиппинах, Индонезии, Монголии и других азиатских государствах.
Согласно данным Всероссийской переписи населения 2010 года, в России эсперанто владеют 992 человека.
Всемирная ассоциация эсперанто насчитывает наибольшее число индивидуальных членов в Бразилии, Германии, Франции, Японии и США, что может быть показателем активности эсперантистов по странам, хотя отражает и другие факторы (как, например, более высокий уровень жизни, позволяющий эсперантистам этих стран платить ежегодный взнос).
Многие эсперантисты предпочитают не регистрироваться в местных или международных организациях, что затрудняет оценки общего числа говорящих.

## Лингвистические черты

### Фонетика и фонология
Пример звучания эсперанто (чтение молитвы «Отче наш»)о файле

#### Согласные
23 согласных:
|               | Губно-губные | Губно-губные | Губно-зубные | Губно-зубные | Альвеолярные | Альвеолярные | Постальвеолярные | Постальвеолярные | Палатальные | Палатальные | Велярные | Велярные | Глоттальные | Глоттальные |
| ------------- | ------------ | ------------ | ------------ | ------------ | ------------ | ------------ | ---------------- | ---------------- | ----------- | ----------- | -------- | -------- | ----------- | ----------- |
| Носовые       | m            | m            |              |              | n            | n            |                  |                  |             |             |          |          |             |             |
| Взрывные      | p            | b            |              |              | t            | d            |                  |                  |             |             | k        | ɡ        |             |             |
| Аффрикаты     |              |              |              |              | t͡s           |              | t͡ʃ               | d͡ʒ               |             |             |          |          |             |             |
| Фрикативные   |              |              | f            | v            | s            | z            | ʃ                | ʒ                |             |             | x        |          | h           |             |
| Дрожащие      |              |              |              |              | r            | r            |                  |                  |             |             |          |          |             |             |
| Аппроксиманты |              |              |              |              | l            | l            |                  |                  | j           | j           |          |          |             |             |

#### Гласные
|                  | Переднего ряда | Заднего ряда |
| ---------------- | -------------- | ------------ |
| Верхнего подъёма | i              | u            |
| Среднего подъёма | e              | o            |
| Нижнего подъёма  | a              | a            |

### Грамматика
Грамматику эсперанто можно изложить в виде 16 основных правил, не знающих исключений (именно столько основных правил содержались в первом учебнике языка эсперанто), для письма используется фонематический алфавит (то есть с однозначным двусторонним соответствием написания и произношения слов) на латинской основе. Язык отличается регулярностью: каждая основная часть речи имеет своё окончание: например, -o у существительных, -a у прилагательных, -i у глаголов в неопределённой форме, -e — у производных наречий.

#### Глагол
В системе эсперанто-глагола три времени в изъявительном наклонении:
- прошедшее (формант -is): mi iris «я шёл», li iris «он шёл»;
- настоящее (-as): mi iras «я иду», li iras «он идёт»;
- будущее (-os): mi iros «я буду идти, пойду», li iros «он будет идти, пойдёт».

В условном наклонении глагол имеет только одну форму (mi irus «я шёл бы»). Повелительное наклонение образуется при помощи форманта -u: iru! «иди!» По этой же парадигме спрягается глагол «быть» (esti), который даже в некоторых искусственных языках бывает «неправильным» (вообще, парадигма спряжения в эсперанто не знает исключений).

#### Падеж
В падежной системе всего два падежа: именительный (номинатив) и винительный (аккузатив). Остальные отношения передаются при помощи богатой системы предлогов с фиксированным значением. Именительный падеж не маркируется специальным окончанием (vilaĝo «деревня»), показателем винительного падежа является окончание -n (vilaĝon «деревню»).
Винительный падеж (как и в русском языке) используется также для обозначения направления: en vilaĝo «в деревне», en vilaĝon «в деревню»; post krado «за решёткой», post kradon «за решётку».

#### Число
В эсперанто два числа: единственное и множественное. Единственное не маркируется (infano — ребёнок), а множественное маркируется при помощи показателя множественности -j: infanoj — дети. То же самое и для прилагательных — красивый — bela, красивые — belaj. При одновременном использовании винительного падежа со множественным числом показатель винительного падежа ставится в конце: «красивых детей» — belajn infanojn.

#### Род
Грамматической категории рода в эсперанто нет. Имеются местоимения li — он, ŝi — она, ĝi — оно (о вещи или о животном). Есть также неофициальное местоимение ri, используемое для того чтобы говорить о лице любого, неизвестного или небинарного гендера.

#### Причастие
Причастия и деепричастия образуются путём прибавления к глагольной основе суффикса и окончания: для причастий — -а, для деепричастий — -е, для субстантивированных причастий — -o. Таким образом причастия имеют те же формы и способы образования, что и прилагательные, а деепричастия — что и наречия. Справа приведена таблица суффиксов.

#### Степени сравнения наречий и прилагательных
Степени сравнения передаются дополнительными словами. Сравнительная степень — pli (более), malpli (менее), превосходная — la plej (самый).
Пример:
важный — grava
важнее — pli grava
самый важный — la plej grava.
менее важный — malpli grava.

### Коррелятивные местоимения и местоименные наречия
Ещё одна удобная система в эсперанто предполагает связь местоимений и некоторых наречий посредством деления их на структурные элементы: из 5 типов предложений и 9 наречий, простым слиянием получается 45 слов.
|            |     | Вопрос             | Указатель        | Неопределённость          | Никто                        | Все                                 |
| ki-        | ti- | i-                 | neni-            | ĉi-                       |                              |                                     |
| Индивид    | -u  | kiu (кто, который) | tiu (тот)        | iu (кто-то, какой-то)     | neniu (никто)                | ĉiu (все)                           |
| Вещь       | -o  | kio (что)          | tio (то, это)    | io (что-то)               | nenio (ничто)                | ĉio (всё)                           |
| Качество   | -a  | kia (какой)        | tia (такой)      | ia (какой-то)             | nenia (никакой)              | ĉia (всякий)                        |
| Место      | -e  | kie (где)          | tie (там)        | ie (где-то)               | nenie (нигде)                | ĉie (везде)                         |
| Обладатель | -es | kies (чей)         | ties (его, того) | ies (чей-то)              | nenies (ничей)               | ĉies (общий, принадлежащий каждому) |
| Способ     | -el | kiel (как)         | tiel (так)       | iel (как-то)              | neniel (никак)               | ĉiel (по-всякому)                   |
| Причина    | -al | kial (почему)      | tial (поэтому)   | ial (почему-то)           | nenial (ни по одной причине) | ĉial (по всем причинам)             |
| Время      | ‑am | kiam (когда)       | tiam (тогда)     | iam (когда-то)            | neniam (никогда)             | ĉiam (всегда)                       |
| Количество | ‑om | kiom (сколько)     | tiom (столько)   | iom (сколько-то, немного) | neniom (нисколько)           | ĉiom (всё количество)               |

### Словарный состав
Бо́льшая часть словарного состава эсперанто состоит из романских и германских корней, а также из интернационализмов латинского и греческого происхождения. Есть небольшое количество основ, заимствованных из славянских (русский и польский) языков или через их посредство. Заимствуемые слова приспосабливаются к фонологии эсперанто и записываются фонематическим алфавитом (то есть исходная орфография языка-источника не сохраняется).
- Заимствования из французского: при заимствовании из французского в большинстве основ произошли регулярные звуковые изменения (например, /ш/ перешло в /ч/). Многие глагольные основы эсперанто взяты именно из французского языка (iri «идти», maĉi «жевать», marŝi «шагать», kuri «бежать», promeni «прогуливаться» и др.).
- Заимствования из английского: во времена основания эсперанто как международного проекта английский язык не имел своего сегодняшнего распространения, поэтому английская лексика довольно бедно представлена в основном словарном составе эсперанто (fajro «огонь», birdo «птица», jes «да» и некоторые другие слова). В последнее время, однако, в словарь эсперанто вошло несколько интернациональных англицизмов, таких как bajto «байт» (но также «bitoko», буквально «бит-восьмёрка»), blogo «блог», defaŭlte «по умолчанию», manaĝero «менеджер» и др.
- Заимствования из немецкого: в основной словарный состав эсперанто входят такие немецкие основы как nur «только», danko «благодарность», ŝlosi «закрывать на замок», morgaŭ «завтра», tago «день», jaro «год» и др.
- Заимствования из славянских языков: barakti «барахтаться», klopodi «хлопотать», kartavi «картавить», krom «кроме» и др. См. ниже в разделе «Влияние славянских языков».

В целом, лексическая система эсперанто проявляет себя как автономная, неохотно заимствующая новые основы. Для новых понятий обычно создаётся новое слово из уже существующих в языке элементов, чему способствуют богатые возможности словообразования. Яркой иллюстрацией здесь может быть сравнение с русским языком:
- англ. site, рус. сайт, эсп. retejo, paĝaro;
- англ. printer, рус. принтер, эсп. presilo;
- англ. browser, рус. браузер, эсп. retumilo, krozilo;
- англ. internet, рус. интернет, эсп. interreto.

Такая особенность языка позволяет свести к минимуму количество корней и аффиксов, необходимых для владения эсперанто.
В разговорном эсперанто есть тенденция к замене слов латинского происхождения словами, образованными из эсперанто-корней по описательному принципу (наводнение — altakvaĵo вместо словарного inundo, лишний — troa вместо словарного superflua, как в пословице la tria estas troa — третий лишний и т. д.).
На русском языке наиболее известными являются эсперанто-русский и русско-эсперантский словари, составленные советским лингвистом-кавказоведом Е. А. Бокарёвым, и более поздние словари на его основе. Большой эсперанто-русский словарь подготовлен в Санкт-Петербурге Борисом Кондратьевым и доступен в интернете. Там же выкладываются[когда?] рабочие материалы Большого русско-эсперантского словаря, над которым сейчас ведётся работа. Есть также проект по разработке и поддержке версии словаря для мобильных устройств.

#### Научно-техническая терминология
Существуют десятки отраслевых объединений эсперантистов. Так, по состоянию на апрель 2013 года в UEA (Всемирной ассоциации эсперантистов) состояли на правах коллективного члена 63 отраслевых объединения. Большинство из этих объединений ведёт и пополняет терминологические словари в своей отрасли. Почти все словари выложены в Интернет и регулярно обновляются при свободном, бесплатном доступе. Важнейшие отрасли (например, информатика, физика, электроника) имеют по несколько версий словарей, которые ведут разные коллективы.
Как и в эсперанто вообще, в терминологии также принимаются меры для устранения двусмысленностей. Например, момент времени обозначается словом momento, но физические величины вращательного движения, не имеющие размерности времени — момент инерции, момент импульса — обозначаются словом momanto.

#### Словообразование
Язык содержит несколько десятков приставок и суффиксов, имеющих постоянное значение и позволяющих образовывать от немногочисленного числа корней множество новых слов.
Вот некоторые из суффиксов:
- -et- — уменьшительно-ласкательный суффикс;
- -eg- — увеличительный суффикс;
- -ar- — суффикс, обозначающий множество предметов;
- -il- — суффикс, обозначающий инструмент, средство;
- -ul- — суффикс человека, существа;
- -i- — современный суффикс для обозначения стран;
- -ej- — суффикс места.

С помощью этих суффиксов можно от корней arb[o], dom[o], skrib[i], bel[a], rus[o], kuir[i] (дерево, дом, писать, красивый, русский, варить) образовать новые слова:
- arbeto — деревце;
- arbaro — лес;
- domego — домище;
- skribilo — ручка (или карандаш);
- belulo — красавец;
- Rusio — Россия;
- kuirejo — кухня.

Также есть, например, суффиксы, позволяющие образовать от названий предметов и веществ названия ёмкостей для них (inko «чернила», inkujo «чернильница»), частичку целого (-er-), вещь (-aĵ-), возможность (-ebl-), достойный, стоящий (-ind-), выражающий презрение или отвращение (-aĉ-); есть приставки со значениями: родство через брак (bo-), оба пола (ge-), антоним к данному слову — (mal-).

### Влияние славянских языков

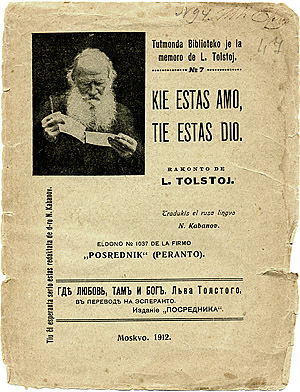
«Где любовь, там и Бог» Л. Н. Толстого на эсперанто. Перевод Н. А. Кабанова. Издание «Посредника» (издательства толстовцев) 1912 года.

Создатель эсперанто Людвик Заменгоф свободно говорил на нескольких языках, два из которых были славянскими (русский и польский). Среди первых переводов, заложивших основы литературного стиля эсперанто, были произведения русских писателей: «Ревизор» Гоголя, «Метель» Пушкина, «Княжна Мери» Лермонтова и др.

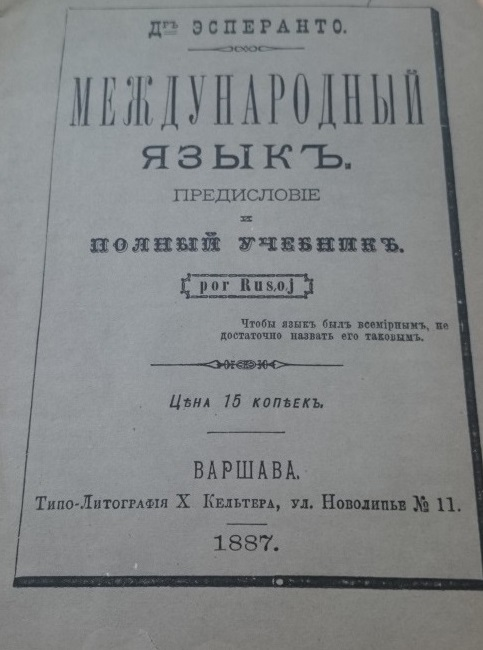
Первый учебник эсперанто был опубликован в Варшаве в 1887 году

Относительно славянского влияния на фонологическом уровне можно сказать, что в эсперанто нет ни одной фонемы, которой бы не было в русском или польском языках. Эсперантский алфавит напоминает чешский, словацкий, хорватский, словенский алфавиты (отсутствуют символы q, w, x, активно используются символы с диакритикой: ĉ, ĝ, ĥ, ĵ, ŝ и ŭ).
В лексике за исключением слов, обозначающих чисто славянские реалии (barĉo «борщ» и др.), из 2612 корней, представленных в «Universala Vortaro» (1894), только 29 могли быть заимствованы из русского или польского языка. Явные русские заимствования — это banto, barakti, gladi, kartavi, krom (кроме), kruta, nepre (непременно), prava, vosto (хвост) и некоторые другие. Однако славянское влияние в лексике проявляется в активном употреблении предлогов в качестве приставок с изменением значения (например, sub «под», aĉeti «покупать» — subaĉeti «подкупать»; aŭskulti «слушать» — subaŭskulti «подслушивать»). Удвоение основ идентично таковому в русском языке: plen-plena ср. «полным-полно», finfine ср. «в конце концов». Некоторые славянизмы первых лет эсперанто со временем были обезличены: например, глагол elrigardi (el-rigard-i) «выглядеть» заменён новым — aspekti.
В синтаксисе некоторых предлогов и союзов сохраняется славянское влияние, бывшее некогда ещё бо́льшим (kvankam teorie… sed en la praktiko… «хотя в теории…, но на практике…»). По славянской модели осуществляется и согласование времён (Li diris, ke li jam faris tion «Он сказал, что уже сделал это», Li diris, ke li estos tie «Он сказал, что будет там»).
Можно сказать, что влияние славянских языков (и прежде всего русского) на эсперанто гораздо сильнее, чем обычно принято считать, и превосходит влияние романских и германских языков. Современный эсперанто после «русского» и «французского» периодов вступил в т. н. «международный» период, когда отдельные этнические языки уже не оказывают значительного влияния на его дальнейшее развитие.
Литература по вопросу:
- Дюк Гониназ, М. Славянское влияние в эсперанто. // Проблемы международного вспомогательного языка. — М.: «Наука», 1991. С. 113.
- Колкер Б. Г. Вклад русского языка в формирование и развитие эсперанто[47]: Автореф. … канд. филол. наук. — М., 1985.

## Практическое использование
Каждый год издаются сотни новых переводных и оригинальных книг на эсперанто. Эсперанто-издательства существуют в России, Чехии, Италии, США, Бельгии, Нидерландах и других странах. В России в настоящее время специализируются на выпуске литературы на и об эсперанто издательства «Импэто» (Москва) и «Sezonoj» (Калининград), периодически выходит литература в неспециализированных издательствах. Издаётся орган Российского союза эсперантистов «Rusia Esperanto-Gazeto» (Российская эсперанто-газета), ежемесячный независимый журнал «La Ondo de Esperanto» (Волна эсперанто) и ряд менее значимых изданий. Среди книжных интернет-магазинов наибольшей популярностью пользуется сайт Всемирной организации эсперанто, в каталоге которого на 2013 год было представлено 7145 различных товаров, включая 6396 наименований книжных изданий (не считая 2283 букинистических изданий).
Известный писатель-фантаст Гарри Гаррисон сам владел эсперанто и активно пропагандировал его в своих произведениях. Например, в описываемом мире будущего в циклах «Стальная Крыса» и «Мир смерти» жители Галактики говорят в основном на эсперанто.
Также на эсперанто выходит около 250 газет и журналов, многие ранее вышедшие номера можно бесплатно скачать на специализированном сайте. Большинство изданий посвящено деятельности выпускающих их эсперанто-организаций (в том числе специальных — любителей природы, железнодорожников, нудистов, католиков и т. д.). Однако существуют также общественно-политические издания (Monato, Sennaciulo и др.), литературные (Beletra almanako, Literatura Foiro и др.).
Существует интернет-телевидение на эсперанто. В одних случаях речь идёт о непрерывном вещании, в других — о серии видеороликов, которые пользователь может выбирать и просматривать. На сайте YouTube регулярно выкладывает новые видеоролики группа Esperanto. С 1950-х годов появляются художественные и документальные фильмы на эсперанто, а также субтитры на эсперанто ко многим фильмам на национальных языках. Бразильская студия Imagu-Filmo уже выпустила два художественных фильма на эсперанто — «Gerda malaperis» и «La Patro».
На эсперанто вещает несколько радиостанций: Международное радио Китая (CRI), Radio Havano Kubo, Радио Ватикана, Parolu, mondo! (Бразилия) и Польское радио (с 2009 года — в виде интернет-подкаста), 3ZZZ (Австралия).
На эсперанто можно прочитать новости, узнать погоду по всему миру, познакомиться с новинками в сфере компьютерных технологий, спланировать самостоятельное путешествие в разные страны мира, выбрать по Интернету отель в Роттердаме, Римини, Белостоке и других городах, научиться играть в покер. Международная академия наук в Сан-Марино использует эсперанто в качестве одного из своих рабочих языков, здесь можно получить степень магистра или бакалавра, используя эсперанто. В польском городе Быдгощ с 1996 года работает учебное заведение, в котором готовят специалистов в области культуры и туризма, а преподавание ведётся на эсперанто.
Потенциал эсперанто используется и в целях международного бизнеса, значительно облегчая общение между его участниками. В качестве примеров можно привести итальянского поставщика кофе и ряд других компаний. С 1985 года действует Международная коммерческая и экономическая группа при Всемирной организации эсперанто.
С появлением новых интернет-технологий, таких как подкастинг, многие эсперантисты получили возможность самостоятельного вещания в Интернете. Одним из самых популярных подкастов на языке эсперанто является Radio Verda (Зелёное Радио), которое регулярно вещает с 1998 года. Растёт популярность Muzaiko — первого эсперанто-подкаста с круглосуточным вещанием. В Калининграде записываются передачи другого популярного подкаста — Radio Esperanto (19 выпусков за год, в среднем 907 прослушиваний на выпуск). Пользуются популярностью эсперанто-подкасты из других стран: Varsovia Vento из Польши, La NASKa Podkasto из США, Radio Aktiva из Уругвая.
На эсперанто создаётся множество песен, существуют музыкальные коллективы, которые поют на эсперанто (например, финская рок-группа «Dolchamar»). С 1990 года действует компания Vinilkosmo, выпускающая музыкальные альбомы на эсперанто в самых разных стилях: от поп-музыки до тяжёлого рока и рэпа. Интернет-проект Vikio-kantaro в начале 2010 года содержал более 1000 текстов песен и продолжал пополняться. Сняты десятки видеоклипов эсперанто-исполнителей.
Существует ряд компьютерных программ, специально написанных для эсперантистов. Многие известные программы имеют версии на эсперанто — офисное приложение OpenOffice.org, браузер Mozilla Firefox, комплекс программ SeaMonkey и другие. Популярнейшая поисковая система Google также имеет эсперанто-версию, позволяющую искать информацию как на эсперанто, так и на других языках. С 22 февраля 2012 года эсперанто стал 64-м языком, который поддерживает Google Translate. С августа 2012 года эсперанто-клавиатура доступна для телефонов с операционной системой Android. C 25 июля 2016 года эсперанто поддерживается в Яндекс.Переводчике.
Эсперантисты открыты для международных и межкультурных контактов. Многие из них путешествуют с целью посещения конгрессов и фестивалей, на которых эсперантисты встречают старых друзей и заводят новых. Многие эсперантисты имеют корреспондентов в разных странах мира и часто готовы предоставить кров путешествующему эсперантисту на несколько дней. Германский город Херцберг (Гарц) с 2006 года имеет официальную приставку к названию — «эсперанто-город». Многие таблички, вывески и информационные стенды здесь выполнены на двух языках — немецком и эсперанто. Блоги на эсперанто существуют во многих известных сервисах, особенно много их (более 2000) на Ipernity. В знаменитой интернет-игре Second Life существует эсперанто-сообщество, которое регулярно встречается на площадках Esperanto-Lando и Verda Babilejo. Здесь выступают эсперанто-писатели и активисты, действуют лингвистические курсы. Растёт популярность специализированных сайтов, помогающих эсперантистам найти: спутника жизни, друзей, работу.
Эсперанто — наиболее успешный из всех искусственных языков по степени распространения и числу пользователей. В 2014 году членами Universala Esperanto-Asocio (Всемирная ассоциация эсперанто, UEA) состояли эсперантисты из 120 стран мира, а ежегодный Universala Kongreso (Всемирный конгресс) эсперантистов обычно собирает от полутора до пяти тысяч участников (2209 во Флоренции в 2006 году, 1901 в Иокогаме в 2007 году, около 2000 в Белостоке в 2009 году).

## Педагогическая ценность
Считается, что изучение эсперанто положительно сказывается на скорости и качестве последующего изучения других языков.
К пропедевтической ценности эсперанто привлекал внимание Антоний Грабовский уже в 1908 году, продемонстрировав примеры, как предварительное изучение эсперанто помогает учить французский и латинский языки. Начиная с 1920-x годов было проведено несколько педагогических экспериментов:
- 1925—1931, Колумбийский университет, Нью-Йорк, США: 20 часов изучения эсперанто дали более высокий результат, чем 100 часов французского, немецкого, итальянского или испанского языка.
- 1947—1951, Шеффилд, Великобритания (начиная с 1948 года также в Манчестере): ребёнок осваивает эсперанто за 6 месяцев примерно настолько, насколько он осваивает французский за 4—5 лет; после нескольких месяцев изучения эсперанто дети достигают бо́льших результатов в изучении других языков.
- 1958—1963, Летняя школа, Финляндия: под контролем Министерства образования было обнаружено, что после курса эсперанто учащиеся смогли достичь более высокого уровня в немецком языке, чем те, кто учил только немецкий (даже если учили его дольше).
- 1962—1963, Университет Будапешта, Венгрия: сравнение между эсперанто, русским, английским и немецким; учить эсперанто оказалось намного проще, чем другие языки.
- 1983—1988, средняя школа Rocca di San Salvatore, Генуя, Италия: ученики, которые учили сначала эсперанто, а затем французский, достигли более высокого уровня, чем те, которые учили только французский.

Впервые педагогическая ценность эсперанто была зафиксирована на официальном уровне в отчёте генерального секретариата Лиги Наций, утверждённом третьей Ассамблеей Лиги Наций в 1922 году. Там отмечалось, что:
- использование эсперанто учащимися и переписка на нём со школьниками из других стран развивают их интерес к другим народам, географии и истории, дух международного сотрудничества и общечеловеческой солидарности;
- для восточных народов эсперанто, будучи простым языком европейского типа, предоставляет ключ к пониманию других европейских языков;
- во многих случаях полезно изучать эсперанто в последних классах начальной школы в качестве первого иностранного языка: оценить свои языковые способности, подготовить мозг к изучению других языков;
- эсперанто в 8—10 раз легче, чем другие иностранные языки, при этом можно научиться говорить на нём в совершенстве, не покидая собственной страны.

ЮНЕСКО в резолюции VIII сессии генеральной конференции в Монтевидео упоминает результаты, достигнутые с помощью эсперанто в области поддержания международных культурных связей и констатирует соответствие этих результатов целям и идеалам ЮНЕСКО, впоследствии эта резолюция была подтверждена 8 ноября 1985 года на XXIII сессии генеральной конференции ЮНЕСКО в Софии. Там же были признаны огромные потенциальные возможности эсперанто для международного взаимопонимания и общения между людьми различных национальностей.

## Модификации и потомки
Несмотря на лёгкую грамматику языка эсперанто, некоторые его особенности вызывают критику. На всём протяжении истории эсперанто среди его сторонников появлялись люди, которые хотели изменить язык в лучшую, в их понимании, сторону. Но поскольку к тому времени уже существовал Fundamento de Esperanto, эсперанто было невозможно реформировать — только создавать на его основе новые плановые языки, которые отличались от эсперанто. Такие языки получили в интерлингвистике название эсперантоиды.
Наиболее заметная ветвь лингвопроектов-потомков ведёт свою историю от 1907 года, когда был создан язык идо. Создание языка породило раскол эсперанто-движения: некоторая часть бывших эсперантистов перешла на идо. Однако бо́льшая часть эсперантистов осталась верна своему языку.
В похожую ситуацию в 1928 году попал и сам идо после появления «улучшенного идо» — языка новиаль.
Менее заметные ветви — это языки нэо, эсперантидо и другие, в настоящее время почти не употребляемые в живом общении.

## Проблемы и перспективы эсперанто

### Проблемы эсперанто
Основные проблемы, с которыми сталкивается эсперанто, обнаруживаются в большинстве дисперсно проживающих сообществ, не получающих финансовой помощи со стороны государственных органов. Относительно скромные средства эсперанто-организаций, складывающиеся по большей части из пожертвований, процентов по банковским вкладам, а также доходов от некоторых коммерческих предприятий (пакеты акций, сдача в аренду недвижимости и тому подобное), не позволяют вести широкую рекламную кампанию, информируя общество об эсперанто и его возможностях. В результате даже многие европейцы не знают о существовании этого языка, либо опираются на неточные сведения, включая негативные мифы. В свою очередь относительно малое число эсперантистов способствует укреплению представлений об этом языке, как о неудачном проекте, потерпевшем крах.
В настоящее время только в Венгрии разрешено преподавать эсперанто в школах в качестве полноправного иностранного языка. Организации эсперантистов (Всемирная эсперанто-ассоциация, Международная лига преподавателей эсперанто и многие другие) пытаются ввести эсперанто в школы почти исключительно в качестве вспомогательного языка для облегчения изучения других языков, но не в качестве полноправного иностранного языка.
Относительная малочисленность и дисперсное проживание эсперантистов обуславливают сравнительно малые тиражи периодических и книжных изданий на этом языке. Самый большой тираж имеют журнал Esperanto, официальный орган Всемирной ассоциации эсперанто (5500 экземпляров) и общественно-политический журнал «Monato» (1900 экземпляров).
Большинство периодических изданий на эсперанто достаточно скромно оформлены. В то же время ряд журналов — такие как «La Ondo de Esperanto», «Beletra almanako» — отличается высоким уровнем полиграфического исполнения, не уступая лучшим национальным образцам. С 2000-х годов многие издания распространяются также в виде электронных версий — более дешёвых, оперативных и красочно оформленных. Некоторые издания распространяются только таким образом, в том числе бесплатно (к примеру, издающийся в Австралии «Mirmekobo»).
Тиражи книжных изданий на эсперанто за редким исключением невелики, художественные произведения редко выходят тиражом больше 200—300 экземпляров, а потому их авторы не могут профессионально заниматься литературным творчеством (во всяком случае, только на эсперанто). К тому же для подавляющего большинства эсперантистов этот язык является вторым, и степень владения им не всегда позволяет свободно воспринимать или создавать сложные тексты — художественные, научные и так далее. Всего по состоянию на 1999 год на эсперанто было создано около 130 романов и повестей.
Известны примеры того, как произведения, изначально созданные на одном национальном языке, переводились на другой при посредстве эсперанто.

### Перспективы эсперанто
В эсперанто-сообществе особенно популярна идея о введении эсперанто в качестве вспомогательного языка Европейского союза. Сторонники такого решения полагают, что это сделает межъязыковое общение в Европе более эффективным и равноправным, одновременно решив проблему европейской идентификации. С предложениями о более серьёзном рассмотрении эсперанто на европейском уровне выступали некоторые европейские политики и целые партии, в частности, представители Транснациональной радикальной партии. Кроме того, есть примеры использования эсперанто в европейской политике (например, эсперанто-версии издания «Ле монд дипломатик» и информационного бюллетеня «Conspectus rerum latinus» во время председательствования в ЕС Финляндии). В выборах на европейском уровне участвует небольшая политическая партия «Европа — Демократия — Эсперанто», набравшая 41 тысячу голосов на выборах в Европарламент в 2009 году.
Эсперанто пользуется поддержкой ряда влиятельных международных организаций. Особое место среди них занимает ЮНЕСКО, принявшее в 1954 году так называемую резолюцию Монтевидео, в которой высказала поддержку эсперанто, цели которого совпадают с целями этой организации, а страны — члены ООН призвали к введению преподавания эсперанто в средних и высших учебных заведениях. Резолюцию в поддержку эсперанто ЮНЕСКО приняла также в 1985. На эсперанто издаётся журнал «Курьер ЮНЕСКО». В августе 2009 Президент Бразилии Луис Инасиу Лула да Силва в своём письме высказал поддержку эсперанто и надежду на то, что со временем он будет принят мировым сообществом как удобное средство общения, не предоставляющее привилегий кому-либо из его участников.
По состоянию на 10 августа 2025 года раздел Википедии на эсперанто содержит 373 682 статей (34-е место) — это больше чем, к примеру, разделы на хинди, болгарском или иврите.
Авиакорпорация Boeing проанализировала причины аварий самолётов за десятилетний период, и установила, что с 1982 по 1991 год, по меньшей мере 11 % авиакатастроф в мире произошли из-за непонимания между пилотами и авиадиспетчерами. Способом решения проблемы недостаточно чёткого произношения, сильного шума, а также некоторых других факторов во время сеансов радиосвязи, может стать применение эсперанто, как более простого рабочего языка для управления воздушным транспортом.
Внедрение эсперанто в Европе вместо английского языка поможет сэкономить до 24 млрд евро в год, из них только во Франции 5,4 млрд евро.

## Эсперанто ирелигия
Не обошли вниманием явление эсперанто и многие религии, как традиционные, так и новые. На эсперанто переведены все основные священные книги. Библию перевёл ещё сам Людвик Заменгоф (La Sankta Biblio. Londono. ISBN 0-564-00138-4). Издан перевод Корана — La Nobla Korano. Kopenhago 1970. По буддизму издание La Instruoj de Budho. Tokio. 1983. ISBN 4-89237-029-0.
На эсперанто вещает Радио Ватикана, с 1910 года активно действует Международное католическое объединение эсперантистов, а с 1990 года документом Norme per la celebrazione della Messa in esperanto Святой Престол официально разрешил использовать эсперанто во время богослужений — единственный из плановых языков. 14 августа 1991 года Папа Римский Иоанн Павел II впервые обратился к более чем миллиону юных слушателей на эсперанто. В 1993 году он послал своё апостольское благословение 78-му Всемирному конгрессу эсперанто. С 1994 года папа римский, поздравляя католиков всего мира с Пасхой и Рождеством, среди прочих языков обращался к пастве и на эсперанто. Его преемник Бенедикт XVI продолжил эту традицию. Существует международная организация православных эсперантистов — Kristana ortodoksa rondo esperantista (KORE).
Аятолла Хомейни призвал мусульман изучать эсперанто и хвалил за его использование в качестве среды для лучшего взаимопонимания между народами различных религий. После того как он предложил заменить английский язык на эсперанто в качестве международного лингва-франка, эсперанто стал использоваться в семинарии Кума, религиозного центра Ирана. Вскоре после этого был опубликован перевод Корана на эсперанто. В 1981 году использование эсперанто в Иране стало менее популярным, когда стало очевидно, что последователи Бахаи тоже проявляют интерес к эсперанто и публикуют литературу на нём.
Зародившаяся в Иране вера Бахаи призывает к использованию вспомогательного международного языка. Некоторые последователи Бахаи считают, что эсперанто обладает большим потенциалом для этой роли. Лидия Заменгоф, младшая дочь создателя эсперанто, являлась последовательницей веры Бахаи и перевела на эсперанто важнейшие сочинения Баха-Уллы и Абдул-Баха.
Основным из тезисов японского религиозного течения оомото-кё является лозунг «Unu Dio, Unu Mondo, Unu Interlingvo» («Единый Бог, Единый Мир, Единый язык общения»). Создатель эсперанто Людвиг Заменгоф в оомото считается святым-ками. Язык эсперанто ввёл как официальный в оомото основатель этой религии Онисабуро Дэгути. Вон-буддизм — новое направление буддизма, возникшее в Южной Корее, активно использует эсперанто, участвует в международных сессиях эсперанто, основные священные тексты вон-буддизма переведены на эсперанто. Также активно используют эсперанто христианское спиритуалистическое движение «Лига доброй воли» и ряд других.

## Увековечение
По всему миру встречаются связанные с эсперанто названия улиц, парков и других объектов, а также бюсты и памятные доски, установленные в честь выдающихся эсперантистов. В России это:
| Город     | Категория | Официальное имя    | Год                       |
| --------- | --------- | ------------------ | ------------------------- |
| Богородск | Переулок  | пер. Эсперантистов | с 1962 по настоящее время |
| Кохма     | Площадь   | Людвика Заменгофа  | 1930—1957                 |
| Казань    | Улица     | Эсперанто          | 1927—1949, 1988—2015      |

Памятник Людвику Заменгофу имеется в западном Крыму — на подводной «аллее» на глубине 12 метров. Бюст изготовил ялтинский скульптор Сергей Фёдоров. Также бюсты Заменгофу установлены в ряде городов Европы: памятник скульптора Николая Васильевича Блажкова в Одессе (Украина) во дворе дома № 3 на ул. Дерибасовской; в Вене (Австрия); Белостоке (Польша); Вейсеяе (Литва); в Херцберге (Германия).

## СМИ на Эсперанто
Существует международное коротковолновое радиовещание на Эсперанто таких радиостанций, как Radio Havana Cuba (один раз в неделю по понедельникам, передача выкладывается на сайте) и China Radio International (ежедневно, передачи не выкладываются на сайте с 10 июля 2023 года), Radio Vaticana (три раза в неделю, подкасты публикуются только на сайте), а также интернет-вещание польской станции Pola Retradio.